# Opistharsostethus demonstratus
Opistharsostethus demonstratus är en insektsart som först beskrevs av William Lucas Distant 1900.  Opistharsostethus demonstratus ingår i släktet Opistharsostethus och familjen spottstritar. Inga underarter finns listade i Catalogue of Life.